# فيرجينيا إيرل
فيرجينيا إيرل (بالإنجليزية: Virginia Earle)‏ هي ممثلة أمريكية، ولدت في 6 أغسطس 1873 في سينسيناتي في الولايات المتحدة، وتوفيت في 21 سبتمبر 1937 في إنغلوود في الولايات المتحدة.

## وصلات خارجية
- فيرجينيا إيرل على موقع قاعدة بيانات برودواي على الإنترنت (الإنجليزية)